# Kretsloppssamhälle

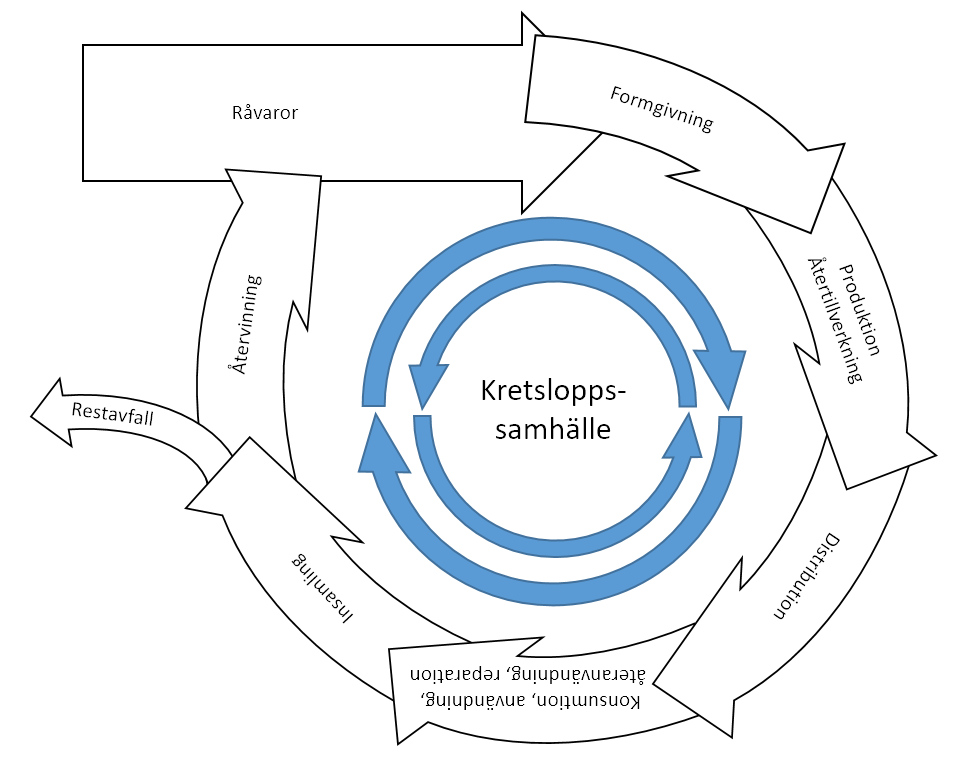
Kretsloppssamhälle

Ett kretsloppssamhälle bygger på grundläggande ekologiska principer  om att samhällets produktion och konsumtion ska ske med minsta möjliga förbrukning av råvaror och generera så lite utsläpp och avfall som möjligt. Med en syn om att återanvända och återvinna naturens utvunna ändliga resurser i så hög grad som möjlig, då man menar att samhällets ändliga produkter ingår i ett naturligt kretslopp där använda produkter återvinns och miljöfarliga ämnen elimineras genom förädling av restprodukterna. 
Denna typ av system innebär att en produkts värde bevaras så länge som möjligt och att avfall minimeras. Tanken är att en resurs behålls i kretsloppet och när produkten nått slutet av sin livscykel fortsätter den att utnyttjas och skapa ytterligare värden.
Ett kretsloppssamhälle bygger på en cirkulär ekonomisk modell istället för den linjära ekonomiska modellens som baseras på ett utvinn – använd – släng beteende.  
En övergång till ett cirkulärt system, ett kretsloppssamhälle, förutsätter attityd- och livsstilsförändringar hos konsumenterna. Men även i ett samhälle byggt i hög grad av kretslopp kommer det alltid finnas ett visst mått av linearitet, då outnyttjade resurser måste tillföras.